# Erick Norales
Erick Zenón Norales Casildo (11 de fevereiro de 1985) é um futebolista profissional hondurenho que atua como defensor.

## Carreira
Erick Norales fez parte do elenco da Seleção Hondurenha de Futebol nas Olimpíadas de 2008.